# Katastrofa lotu Interflug 450
Katastrofa lotu Interflug 450 (znana także jako Katastrofa lotnicza w Königs Wusterhausen) – katastrofa lotnicza, która wydarzyła się 14 sierpnia 1972 roku z udziałem samolotu Ił-62 linii lotniczych Interflug, na krótko po starcie z lotniska Berlin-Schönefeld (dzisiaj Berlin-Brandenburg) w Schönefeld we Wschodnich Niemczech, podczas wakacyjnego lotu czarterowego do Burgas w Bułgarii. Wypadek spowodowany był pożarem w tylnej ładowni. Zginęło 156 osób znajdujących się na pokładzie. 
Jest to do tej pory największa katastrofa lotnicza pod względem liczby ofiar w historii Niemiec.

## Samolot i załoga
Samolot, który uległ wypadkowi to sowiecki Ił-62, o numerze rejestracyjnym DM-SEA (numer płatowca 00702), wyposażony w 4 silniki NK-8. Ten konkretny egzemplarz był pierwszym Iłem-62 dostarczonym enerdowskiemu Interflugowi. Samolot rozpoczął loty w kwietniu 1970 roku i do chwili wypadku przelatał 3520 godzin.
Feralnego dnia, kapitanem samolotu był Heinz Pfaff (51 lat), a pierwszym oficerem był Lothar Walther (35 lat).

## Przebieg wypadku
14 sierpnia 1972 roku, o godz. 16:30 samolot Ił-62 wystartował z lotniska w Berlinie. O godz. 16:43 załoga zgłosiła problem ze sterem wysokości i zdecydowała o powrocie na lotnisko. O godz. 16:51 załoga dokonała zrzutu paliwa w celu zmniejszenia masy samolotu. W tym samym czasie, stewardessy zgłosiły dym wydobywający się z części ogonowej samolotu. O godz. 16:59 piloci nadali sygnał Mayday, uzasadniając go problemem z kontrolowaniem wysokości maszyny. Piloci nie zdawali sobie sprawy ze skali pożaru szalejącego w części ogonowej. Kilkanaście sekund później, pożar doprowadził do oderwania się części ogonowej od samolotu. Następnie, bezwolnie spadający samolot, pod wpływem olbrzymich przeciążeń zaczął się rozpadać jeszcze w powietrzu. Ostatecznie, kadłub maszyny runął na las w Königs Wusterhausen, 13 kilometrów od berlińskiego lotniska. W katastrofie zginęły wszystkie 156 osób przebywających na pokładzie.
Przyczyną wypadku był uszkodzony przewód na gorące powietrze, który wywołał pożar w ogonie samolotu.